# Kazuya Onohara
Kazuya Onohara (小野原 和哉 Onohara Kazuya?), född 16 april 1996 i Osaka prefektur, är en japansk fotbollsspelare.
Onohara började sin karriär 2019 i Renofa Yamaguchi FC. Han spelade 13 ligamatcher för klubben.